# Inhibitory integrazy
Inhibitory integrazy (InSTI) – grupa wielofunkcyjnych organicznych związków chemicznych, hamujących integrazę ludzkiego wirusa niedoboru odporności (która jest niezbędna w procesie integracji retrowirusowego DNA), stosowane jako leki wzmacniające działanie rytonawiru oraz kobicystatu.

## Inhibitory integrazy
| Nazwa farmaceutyczna | Skrót | Wzór chemiczny | Nazwa preparatu |
| -------------------- | ----- | -------------- | --------------- |
| biktegrawir          | BIC   |                |                 |
| dolutegrawir         | DTG   |                | Tivicay         |
| elwitegrawir         | EVG   |                | Vitekta         |
| raltegrawir          | RAL   |                | Isentress       |

| Nazwa farmaceutyczna | Skrót | Wzór chemiczny | Nazwa preparatu |
| -------------------- | ----- | -------------- | --------------- |
| kabotegrawir         |       |                | Vocabria        |

## Mechanizm działania
Inhibitory integrazy hamują integrazę HIV poprzez wiązanie się z aktywnym miejscem integrazy i blokowanie etapu transferu łańcucha w procesie integracji retrowirusowego kwasu deoksyrybonukleinowego (DNA). Proces na kluczowe znaczenie dla cyklu replikacji HIV.

## Oporność na leki
Mutacja Q148 zwykle warunkuje oporność na inhibitory integrazy występującą po zastosowaniu leczenia. W przypadku klinicznego podejrzenia możliwej transmisji wariantów opornych na inhibitory integrazy oraz w przypadku niepowodzenia leczenia schematem zawierającym inhibitor integrazy konieczne jest oznaczenie mutacji w regionie kodującym integrazę.